# Odrzywół (gmina)
Odrzywół (do 1954 gmina Ossa) – gmina miejsko-wiejska w województwie mazowieckim, w powiecie przysuskim. W latach 1975–1998 gmina położona była w województwie radomskim.
Siedziba gminy to Odrzywół.
Według danych z 27 października 2010 gminę zamieszkiwało 3989 osób. Natomiast według danych z 31 grudnia 2019 roku gminę zamieszkiwały 3752 osoby.

## Struktura powierzchni
Według danych z roku 2010 gmina Odrzywół ma obszar ok. 99,11 km², w tym:
- użytki rolne: 70%
- użytki leśne: 25%

Gmina stanowi 11,84% powierzchni powiatu.

## Demografia

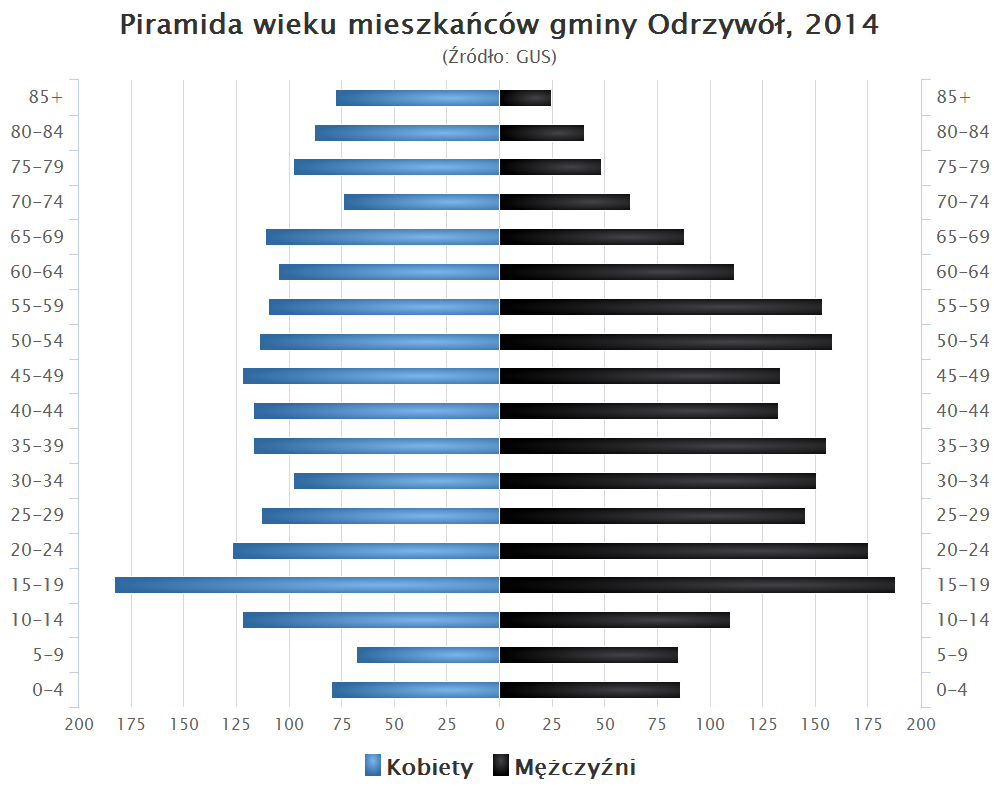
Piramida wieku mieszkańców gminy Odrzywół w 2014 roku

Rok 2004
| Opis                              | Ogółem | Ogółem | Kobiety | Kobiety | Mężczyźni | Mężczyźni |
| --------------------------------- | ------ | ------ | ------- | ------- | --------- | --------- |
| jednostka                         | osób   | %      | osób    | %       | osób      | %         |
| populacja                         | 3986   | 100    | 1955    | 49,9    | 2031      | 50,1      |
| gęstość zaludnienia (mieszk./km²) | 40,2   | 40,2   | 19,7    | 19,7    | 20,5      | 20,5      |

Rok 2011/2012
| Rok       | 2011 | 2012 | Mężczyźni | Kobiety |
| --------- | ---- | ---- | --------- | ------- |
| populacja | 4037 | 4028 | 2093      | 1935    |

## Sołectwa
Ceteń, Dąbrowa, Jelonek, Kamienna Wola, Kłonna, Kolonia Ossa, Lipiny, Łęgonice Małe, Myślakowice, Myślakowice-Kolonia, Odrzywół, Ossa, Różanna, Stanisławów, Wandzinów, Wysokin.
Pozostałe miejscowości podstawowe: Badulki, Dębowa Góra, Emilianów, Janówek, Kłonna-Kolonia, Las Kamiennowolski, Piaski.

## Sąsiednie gminy
Drzewica, Klwów, Nowe Miasto nad Pilicą, Poświętne, Rusinów, Rzeczyca